# Myrmarachne galianoae
Myrmarachne galianoae este o specie de păianjeni din genul Myrmarachne, familia Salticidae, descrisă de Cutler, 1981. Conform Catalogue of Life specia Myrmarachne galianoae nu are subspecii cunoscute.